# Прапор Замглая
Пра́пор Замглая — селищна хоругва Замглая, затверджена 2007р. рішенням сесії селищної ради.

## Опис
Квадратне полотнище складається з двох рівновеликих горизонтальних смуг блакитного і зеленого кольорів. У центрі полотнища малий герб селища.